# عصب لگن
عصب لگن یا عصب پرونیال (به انگلیسی: perineal nerve) عصب لگن است. از عصب زهاری یا همان عصب پودندال در مجرای زهاری ناشی می‌شود. به پوست شاخه‌های سطحی و به ماهیچه اسکلتی متصل است. پوست و ماهیچه‌های میان‌دوراه را تأمین می‌کند. تأخیر کنش آن با الکترود آزمایش می‌شود.

## ساختار
عصب پرینه شاخه‌ای از عصب پودندال است. زیر شریان پودندال داخلی قرار دارد. شریان پرینه را همراهی می‌کند. حدود ۲ یا ۳ سانتی‌متر از کانال پودندال عبور می‌کند. در حالی که هنوز در کانال است، به شاخه‌های سطحی و یک شاخه عمیق تقسیم می‌شود. شاخه‌های سطحی عصب پرینه در مردان به اعصاب اسکروتوم خلفی در زنان به اعصاب لبی خلفی تبدیل می‌شوند. شاخه عمیق عصب پرینه (همچنین به عنوان شاخه «عضلانی» شناخته می‌شود) به سمت عضلات پرینه حرکت می‌کند. هر دوی این‌ها برای عصب پشتی آلت تناسلی یا عصب پشتی کلیتوریس سطحی هستند.

## عملکرد
عصب پرینه پوست و ماهیچه‌های پرینه را تأمین می‌کند. شاخه‌های سطحی حس را به پرینه و کیسه بیضه در مردان یا لبه بزرگ در زنان را تأمین می‌کنند. شاخه عمیق ماهیچه عرضی پرینه، عضله بولبوسپونژیوز، عضله ایسکیوکاورنوس، پیاز آلت تناسلی، ماهیچه بالابرنده مقعد و اسفنکتر بیرونی مقعد را تأمین می‌کند.

## اهمیت بالینی
تأخیر عصب پرینه را می‌توان با الکترود اندازه‌گیری کرد. برای آزمایش عملکرد عصبی استفاده می‌شود.

## تصاویر بیشتر

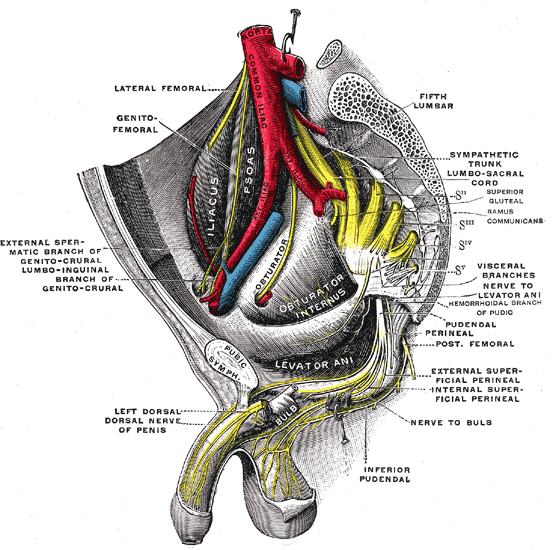
شبکه ساکرال سمت راست. (عصب پرینه در مرکز سمت راست قابل مشاهده است.)